# Maurice Black (Politiker, 1835)

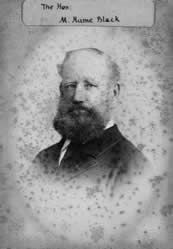
Maurice Black

Maurice Hume Black (* 15. Dezember 1835 in London, England, Vereinigtes Königreich Großbritannien und Irland; † 16. August 1899 in Coolgardie, Western Australia, Australien) war ein australischer Landwirt und Politiker.

## Leben
Black war ein Großneffe von Joseph Hume, Abgeordneter für Montrose im britischen Unterhaus. Er wurde in London, England, geboren.
Nachdem er 1852 in den Bundesstaat Victoria in Australien ausgewandert war, verließ Black die Goldfelder dieser Kolonie, um sein Glück in der Viehzucht in South Australia zu versuchen.
1861 heiratete er Maria Frederica Davies, eine Nichte des Staatsmannes George Canning. Anschließend ging er an die Riverina und 1864 nach Queensland. Black war der Erfinder eines Dampfwaschverfahrens für Schafe und begann 1871 im Mackay -Distrikt von Queensland mit dem Zuckeranbau.
1891 wurde er für Mackay in Legislative Assembly of Queensland gewählt. Er wurde vom Parlament nach London entsandt, um dort für die Abtrennung des Nordens von Queensland und der Gründung einer neuen Kolonie zu werben. Im Juni 1888, mit der Bildung der zweiten Regierung von Thomas McIlwraith, wurde Black Minister für öffentliche Arbeiten und behielt diesen Posten, als das Ministerium fünf Monate später unter Boyd Dunlop Morehead umgebaut wurde. Black trat zusammen mit seinen Kollegen im August 1890 zurück.
Black verließ das Parlament im April 1893 und arbeitete als Einwanderungsbeamter im Büro des Generalagenten in London. Im Jahr darauf wurde dieser Posten abgeschafft. Dann beschloss Black, mit einem Teil seiner Familie sein Glück auf den Goldfeldern von Coolgardie in Westaustralien zu versuchen. Er kam dort 1896 an und ließ sich als Anwalt für Bergbaugesellschaften nieder.
Black starb am 16. August 1899 in Coolgardie an Leberzirrhose und Herzversagen und wurde auf dem Coolgardie Cemetery begraben. Seine Frau kehrte nach Queensland zurück und starb am 18. Februar 1906 in ihrem Haus Roseville, Regent Street, South Brisbane und wurde am 19. Februar 1906 auf dem South Brisbane Cemetery begraben.
Blacks Beach, einer der nördlichen Strandvororte von Mackay in Queensland, ist nach ihm benannt. Black lebte ursprünglich auf seiner Zuckerplantage (The Cedars), zog aber später an die Küste.